# Hentiamenti
Hetiamenti ali Kentiamenti je bil staroegipčansko božanstvo, katerega ime so uporabljali tudi za naslavljanje bogov Ozirisa in Anubisa. Njegovo ime pomeni »Prvi med zahodnjaki« ali »Poglavar zahodnjakov«, se pravi pokojnih.
V Abidosu v Gornjem Egiptu upodabljali kot božanstvo s šakalo glavo, ki straži mesto mrtvih. V Abidosu je dokazan že zelo zgodaj, morda celo pred združitvijo Egipta na začetku zgodnjega dinastičnega obdobja (okoli 3100–2686 pr. n. št.).  Njegovo ime se pojavlja na valjastih pečatnikih faraonov Dena in Kaaja iz Prve dinastije, ki sta svoje  predhodnike naslavljala s »Hor Kenti-Amentiu«.  Prvi med njimi je bil »Hor Kenti-Amentiu Narmer«.   V Abidosu so odkrili tudi tempelj iz preddinastičnega obdobja, posvečen temu bogu. Angleški egiptolog Toby Wilkinson domneva, da je bilo že v tem zgodnjem obdobju Kentiamenti pridevek boga Ozirisa.
Vloge bogov Hentiamentija, Ozirisa in Anubisa so se v poznem Starem kraljestvu (okoli  2686–2181 pr. n. št.) bistveno spremenile. V  ponudbenih formulah se je sprva omenjal samo Anubis, za katerega so verjeli, da omogoča pokojnim, da se mu pridružijo in jih varuje v posmrtnem življenju. V Peti dinastiji (okoli 2494–2345 pr. n. št.) se je začelo v fomulah pojavljati tudi več drugih bogov, vključno s Hentiamentijem in Ozirisom, katerega ime se pred Peto dinastijo ne omenja  v nobenem besedilu. V virih iz poznega Starega kraljestva je naslov Hentiamenti postal jasno povezan z Ozirisom.
Hentiamentijev tempelj v Abidosu je na začetku prvega vmesnega obdobja (okoli  2181–2055 pr. n. št.) postal izključno Ozirisov tempelj in njegovo glavno kultno središče.